# Love Is for Suckers (serie de televisión)
Love Is for Suckers (en hangul, 얼어죽을 연애따위; RR: Eor-eojug-eul Yeon-aettawi) es una serie de televisión surcoreana dirigida por Choi Gyu-sik y protagonizada por Lee Da-hee y Choi Si-won. Se emite desde el 5 de octubre hasta el 24 de noviembre de 2022 por el canal ENA, los miércoles y jueves a las 21:00 horas (hora local coreana). También está disponible en la plataforma Netflix para algunas regiones del mundo.

## Sinopsis
Una productora de televisión y un cirujano plástico, ambos en la treintena y amigos íntimos desde hace veinte años, se encuentran inesperadamente en un programa de telerrealidad de citas como directora de producción y miembro del reparto, y su amistad comienza a transformarse en otro sentimiento.

## Reparto

### Principal
- Lee Da-hee como Goo Yeo-reum, directora de producción de entretenimiento desde hace diez años, que está desesperada tanto en el trabajo como en el amor.[4]
- Choi Si-won como Park Jae-hoon, un cirujano plástico que ha perdido interés tanto en el trabajo como en el amor.[5]

### Secundario

#### Amigos y familiares de Yeo-reum y Jae-hoon
- Im Ha-ryong como Goo Yong-sik, padre de Yeo-reum.[6]
- Yang Hee-kyung como Yoon Young-hee, madre de Yeo-reum.[6]
- Min Jin-woong como Park Dae-sik, amigo de la escuela de Yeo-reum y Jae-hoon.[6]
- Susanna Noh como Oh Hye-jin, amiga de la escuela de Yeo-reum y Jae-hoon.[6][7]
- Song Jong-ho como Kim In-woo, el exnovio de Yeo-reum.[8]
- Jang Seo-yeon como Park Hyeon-so, la hermana menor de Choi Si-won.[9]

#### Concursantes del programaEl reino del amor
- Lee Joo-yeon como Han Ji-yeon, una profesora de pintura occidental que conoció a Jae-hoon en una cita a ciegas, y aunque la relación no fructificó sigue interesada en él.[10]

- Park Yeon-woo como John Jang, un famoso y atractivo chef que comparte un secreto con Yeo-reum.[11]
- Seo Joon como Kim Jun-ho, representante de una startup, que participa en el programa de telerrealidad con el fin oculto  de promocionar la aplicación que ha desarrollado su empresa.[12]
- Lee Cheol-woo como Lee Hoon-hee, un jugador de hockey sobre hielo con una gran apariencia y una personalidad triste.[12][13][14]
- Kang Seo-joon como Hwang Jang-gun, un trabajador hecho a sí mismo que creció en una familia pobre.[12][15]
- Son Hwa-ryeong como Park Ji-wan, una escritora que escribió un webtoon romántico de gran éxito, pero nunca ha tenido una relación adecuada debido a su obesidad.[12]
- Kim Ji-soo como Jang Tae-mi, una meteoróloga cuyo objetivo es casarse con un hombre de alta condición.[12][16]
- Moon Ye-won como Ahn So-yeon, una profesora de idioma coreano que sueña con convertirse en una espléndida protagonista.[12]
- Lee Yoo-jin como Geum Su-mi, una abogada licenciada en una universidad local, que participa en el programa para abrir un negocio.[12]

#### Personal del departamento de entretenimiento que produce el programa
- Cho Soo-hyang como Kang Chae-ri, productora del departamento de entretenimiento, que aunque produce un programa sobre el amor, nunca ha experimentado qué es este.[17]
- Lee Dae-hwi como Kim Sang-woo, un novato en el departamento de entretenimiento, el más cercano ayudante de Yeo-reum.[18]
- Lee Seok-joon como Ma Jin-guk, el director de la oficina de entretenimiento, una leyenda viva de la industriaque ha ido arrasando con varios títulos desde que se incorporó a la cadena.[19]
- Joo Jae-hu como Hee-chang, miembro del departamento de entretenimiento.[20]

#### Otros
- Ahn So-jin como Ga-rim, una actriz que participa en la primera temporada del programa y sufre un desagradable incidente durante la grabación, por el que protesta ante Chae-ri.[21]
- Seo Ahn como Ri-eun, que causa un revuelo en la boda de Yeo-reum con una noticia explosiva.[22]

#### Apariciones especiales
- Gabee como ella misma (bailarina del programa Swoopa, ep. 3).[23]
- Kwon Yul como Baek Jun-yeo.[24]

## Producción
En abril de 2022 la productora KT Genie anunció la elección de Lee Da-hee y Choi Si-won como protagonistas, así como de Kim Sol-ji como guionista y Choi Gyu-shik como director de la serie.
El 7 de septiembre de 2022 ENA anunció a su vez la puesta en onda y el nombre de los protagonistas. Una semana después se lanzaron el primer tráiler y el cartel. También se publicaron imágenes de la lectura del guion y se añadieron nombres al reparto secundario.

## Banda sonora original
El tercer tema de la banda sonora, que se publicó el 19 de octubre, está interpretado por los dos protagonistas de la serie.
| Parte | Fecha de publicación    | N.º | Título                                              | Letra                | Música                                | Artista                 | Duración |
| ----- | ----------------------- | --- | --------------------------------------------------- | -------------------- | ------------------------------------- | ----------------------- | -------- |
| 1     | 7 de octubre de 2022    | 1   | «Like Breeze» (연애바람)                            | Kim Ho-kyung         | 1601 (Jung Seung-hyun, Park Tae-hyun) | The Solutions           | 3:19     |
| 1     | 7 de octubre de 2022    | 2   | «Like Breeze» (연애바람) (inst.)                    |                      | 1601 (Jung Seung-hyun, Park Tae-hyun) |                         | 3:19     |
| 2     | 13 de octubre de 2022   | 1   | «Dive With You»                                     | Kim Ho-kyung         | 1601 (Jung Seung-hyun, Park Tae-hyun) | MOOK                    | 3:10     |
| 2     | 13 de octubre de 2022   | 2   | «Dive With You» (inst.)                             |                      | 1601 (Jung Seung-hyun, Park Tae-hyun) |                         | 3:10     |
| 3     | 19 de octubre de 2022   | 1   | 사랑을 원해 («Querer amar»)                         | Lee Sang-baek, Dk4rg | Yoon Il-sang                          | Lee Da-hee, Choi Si-won | 3:54     |
| 3     | 19 de octubre de 2022   | 2   | 사랑을 원해 («Querer amar») (inst.)                 |                      | Yoon Il-sang                          |                         | 3:54     |
| 4     | 28 de octubre de 2022   | 1   | 이여름 («Verano»)                                   | Lee Seung-ho         | Yoon Il-sang                          | Soran                   | 3:50     |
| 4     | 28 de octubre de 2022   | 2   | 이여름 («Verano») (inst.)                           |                      | Yoon Il-sang                          |                         | 3:50     |
| 5     | 9 de noviembre de 2022  | 1   | 이대로 천천히 («Lentamente»)                        | Kim Ho-kyung         | 1601 (Jung Seung-hyun, Park Tae-hyun) | Baek A-yeon             | 3:17     |
| 5     | 9 de noviembre de 2022  | 2   | 이대로 천천히 («Lentamente») (inst.)                |                      | 1601 (Jung Seung-hyun, Park Tae-hyun) |                         | 3:17     |
| 6     | 11 de noviembre de 2022 | 1   | 괜찮다고 («Está bien»)                              | Kim Ho-kyung         | 1601 (Jung Seung-hyun, Park Tae-hyun) | Minseo                  | 3:49     |
| 6     | 11 de noviembre de 2022 | 2   | 괜찮다고 괜찮다고 («Está bien») (inst.)             |                      | 1601 (Jung Seung-hyun, Park Tae-hyun) |                         | 3:49     |
| 7     | 11 de noviembre de 2022 | 1   | 이별언어 («Palabras de despedida»)                  | Kim Ho-kyung         | 1601 (Jung Seung-hyun, Park Tae-hyun) | Soyou                   | 3:47     |
| 7     | 11 de noviembre de 2022 | 2   | 이별언어 («Palabras de despedida») (inst.)          |                      | 1601 (Jung Seung-hyun, Park Tae-hyun) |                         | 3:47     |
| 8     | 24 de noviembre de 2022 | 1   | 더할 나위 없는 순간 («El momento perfecto»)         | Kim Ho-kyung         | 1601 (Jung Seung-hyun, Park Tae-hyun) | Lee Min-hyuk            | 3:46     |
| 8     | 24 de noviembre de 2022 | 2   | 더할 나위 없는 순간 («El momento perfecto») (inst.) |                      | 1601 (Jung Seung-hyun, Park Tae-hyun) |                         | 3:46     |

## Audiencia
| Temporada | Temporada | Episodio número | Episodio número | Episodio número | Episodio número | Episodio número | Episodio número | Episodio número | Episodio número | Episodio número | Episodio número | Episodio número | Episodio número | Episodio número | Episodio número | Episodio número | Episodio número |
| Temporada | Temporada | 1               | 2               | 3               | 4               | 5               | 6               | 7               | 8               | 9               | 10              | 11              | 12              | 13              | 14              | 15              | 16              |
| --------- | --------- | --------------- | --------------- | --------------- | --------------- | --------------- | --------------- | --------------- | --------------- | --------------- | --------------- | --------------- | --------------- | --------------- | --------------- | --------------- | --------------- |
|           | 1         | —               | 273             | 255             | 284             | 430             | 408             | 256             | 319             | 286             | 281             | 253             | 359             | 394             | 282             | 296             | 389             |

| Episodio | Fecha de emisión        | Índices de audiencia (Nielsen Korea) | Índices de audiencia (Nielsen Korea) |
| Episodio | Fecha de emisión        | Nacional                             | Seúl                                 |
| --- | ----------------------- | ------------------------------------ | ------------------------------------ |
| 1 | 5 de octubre de 2022    | 0,843 % (22.ª)                       | N. D.                                |
| 2 | 6 de octubre de 2022    | 1,239 % (7.ª)                        | 1,319 % (7.ª)                        |
| 3 | 12 de octubre de 2022   | 1,192 % (7.ª)                        | 1,431 % (5.ª)                        |
| 4 | 13 de octubre de 2022   | 1,525 % (5.ª)                        | 1,791 % (4.ª)                        |
| 5 | 19 de octubre de 2022   | 1,944 % (4.ª)                        | 2,265 % (4.ª)                        |
| 6 | 20 de octubre de 2022   | 1,793 % (4.ª)                        | 2,122 % (4.ª)                        |
| 7 | 26 de octubre de 2022   | 1,247 % (10.ª)                       | 1,559 % (6.ª)                        |
| 8 | 27 de octubre de 2022   | 1,406 % (5.ª)                        | 1,433 % (6.ª)                        |
| 9 | 9 de noviembre de 2022  | 1,325 % (6.ª)                        | 1,737 % (6.ª)                        |
| 10 | 10 de noviembre de 2022 | 1,332 % (8.ª)                        | 1,504 % (8.ª)                        |
| 11 | 16 de noviembre de 2022 | 1,386 % (3.ª)                        | 1,728 % (3.ª)                        |
| 12 | 17 de noviembre de 2022 | 1,86 % (3.ª)                         | 2,393 % (3.ª                         |
| 13 | 23 de noviembre de 2022 | 1,760 % (4.ª)                        | 1,883 % (4.ª)                        |
| 14 | 24 de noviembre de 2022 | 1,471 % (4.ª)                        | 1,531 % (4.ª)                        |
| 15 | 30 de noviembre de 2022 | 1,35 % (6.ª)                         | 1,623 % (3.ª)                        |
| 16 | 1 de diciembre de 2022  | 2,172 % (3.ª)                        | 2,483 % (3.ª)                        |
| - En la tabla superior, aparecen en azul los índices más bajos, y en rojo los más altos. - N. D. indica que no se publicó el dato. |                         |                                      |                                      |